# Llandilo, New South Wales
Llandilo este o suburbie în Sydney, Australia.